# John Doar

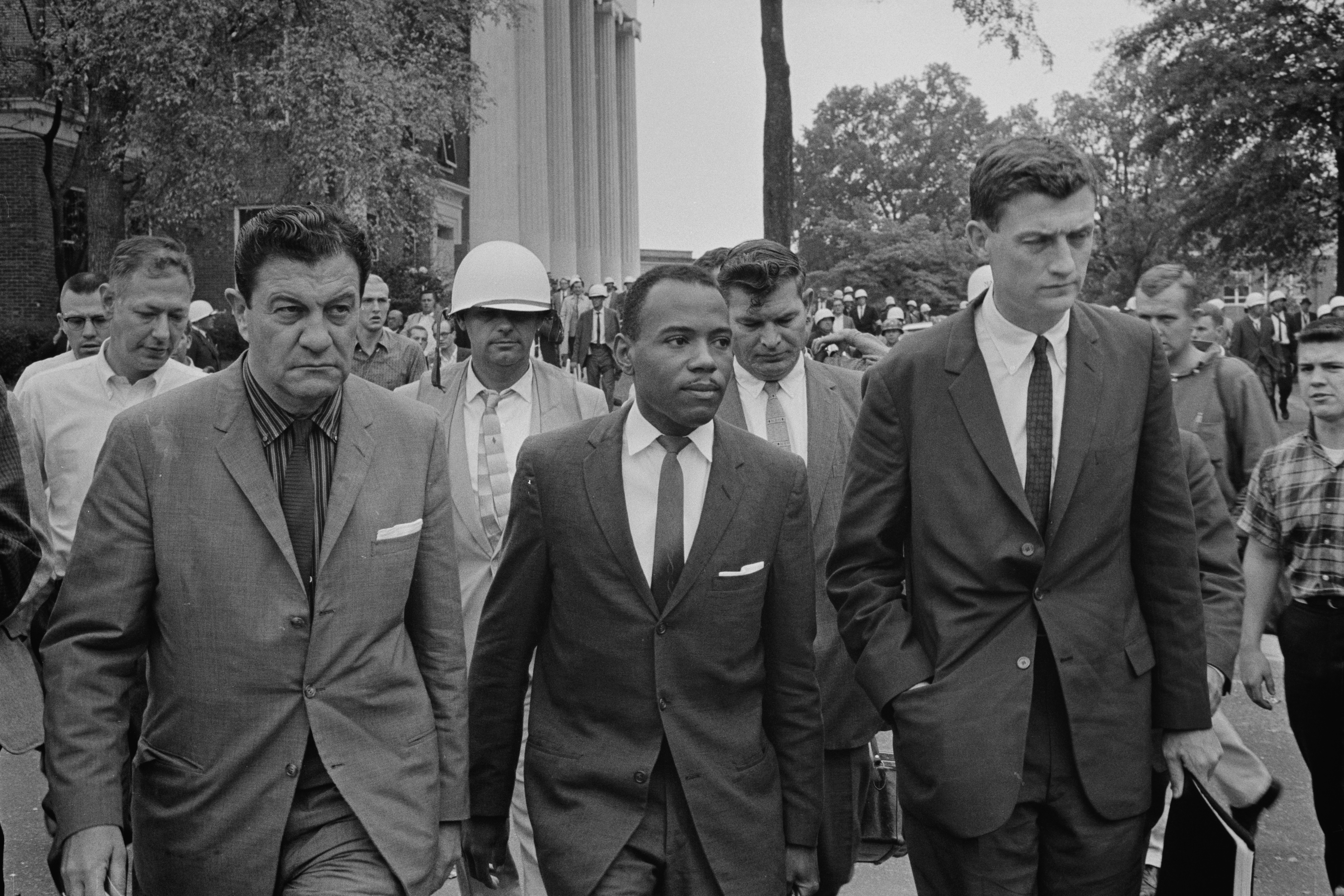
John Doar (rechts) mit James Meredith (Mitte) am 10. Januar 1962

John Michael Doar (* 3. Dezember 1921 in Minneapolis, Minnesota; † 11. November 2014 in New York City, New York) war ein US-amerikanischer Rechtsanwalt. Von 1960 bis 1967 – in einer entscheidenden Phase des Civil Rights Movement – während der Amtszeiten der Präsidenten Dwight D. Eisenhower, John F. Kennedy und Lyndon B. Johnson – spielte Doar, zunächst (1960–1964) als stellvertretender Leiter (First Assistant), dann (von 1964 bis 1967) als Leiter der Civil Rights Division (Abteilung für Bürgerrechte) (Assistent Attorney General-CR) des US-Justizministeriums eine zentrale Rolle, als insbesondere die Kennedy- und dann die Johnson-Administration beschloss, die im Civil Rights Act of 1957 und im Civil Rights Act of 1960 garantierten Bürgerrechte, die in den meisten Südstaaten bis dahin nicht oder nur äußerst zögerlich beachtet wurden, auch faktisch durchzusetzen und der in der Realität in vielen Bereichen immer noch bestehenden Rassentrennung (Segregation) endgültig ein Ende zu setzen. Dies gipfelte in den gesetzlichen Regelungen des Civil Rights Act of 1964 und dem Voting Rights Act of 1965. Doar arbeitete maßgeblich am Zustandekommen dieser beiden Gesetze mit und hielt sie für seine größten und nachhaltigsten Erfolge.

## Leben

### Jugend und Ausbildung
John Michael Doar wurde 1921 als Sohn des Rechtsanwalts W(illiam) T(homas) Doar und dessen Ehefrau Mae (geb. Deneen), einer irischstämmigen Lehrerin, in Minneapolis, Minnesota geboren wuchs aber mit seinem älteren Bruder Tom in New Richmond, Wisconsin auf, wo sein Vater seit 1908 Partner in der Anwaltskanzlei Fuller & McNally (heute: Doar Drill & Skow) geworden war. Mae Doar war der Meinung, dass ihre Kinder im kleinstädtischen New Richmond nicht die Ausbildung bekommen würden, die sie sich vorstellte und schickte John und Thomas auf die St. Paul Academy in St. Paul, in benachbarten Minnesota.
John Doar und sein Bruder Thomas mussten in einem Wohnheim in der Nähe der Schule wohnen und konnten nur an den Wochenenden nach Hause fahren, da die Distanz von Minnesota bis New Richmond zu groß war. Nach dem Schulabschluss begann John Doar ein Studium an der Princeton University. 1943 unterbrach er sein Studium und trat den US-Streitkräften (United States Army Air Forces) bei. Er erlangte den Dienstgrad Second lieutenant (Leutnant) und befand sich bereits in der Ausbildung zum Bomber-Pilot, als der Zweite Weltkrieg endete. 1945 kehrte er zur Princeton University zurück und machte hier einen A.B. Abschluss (Undergrade Degree). Im Anschluss wechselte er von Princeton für ein Studium der Rechtswissenschaft zur University of California, Berkeley, UC Berkeley, Boalt Hall School of Law. Nach Abschluss seines Jura-Studiums im Jahre 1949 (LL.D.) Legum Doctor Juris Doctor und seiner Zulassung als Anwalt im Jahre 1950 in Wisconsin (State bar admission – State Bar of Wisconsin) kehrte er nach New Richmond zurück um bis 1960 in der Anwaltskanzlei seines Vaters mitzuarbeiten.

### Civil Rights Division
Im Frühjahr 1960 suchte der damalige Leiter (Assistant Attorney General) der erst seit drei Jahren (seit Dezember 1957) bestehenden Abteilung für Bürgerrechte (Civil Rights Division) im US-Justizministerium (der Eisenhower-Administration), Harold R. Tyler, einen Stellvertreter. Tyler kannte Doar noch von Princeton, wusste um seine Fähigkeiten und so entschied man sich für ihn. John Doar arbeitete in der Civil Rights Division von 1960 bis 1967, eine der turbulentesten Perioden der US-amerikanischen Geschichte/Bürgerrechtsbewegung. Von 1960 bis 1964 als Stellvertreter (First Assistant) der CR-Division-Leiter Harold R. Tyler und Burke Marshall, von 1964 bis 1967 dann als Leiter (Assistant Attorney General) der CR-Division des US-Justizministeriums.

## Auszeichnungen
- 2012 – Presidential Medal of Freedom. Präsident Obama erklärte anlässlich der Verleihung der Presidential Medal of Freedom an Doar im Jahre 2012[15]:

“As the face of the Justice Department in the segregated South, John escorted James Meredith to the University of Mississippi. He walked alongside the Selma-to-Montgomery March. He laid the groundwork for the Civil Rights Act and the Voting Rights Act.”
„Als Gesicht des Justizministeriums im segregierten Süden, begleitete John [Doar] James Meredith zur University of Mississippi. Er war beim Marsch von Selma nach Montgomery dabei. Er legte den Grundstein für den Civil Rights Act und den Voting Rights Act.“
- 2013 – Charles L. Goldberg Distinguished Service Award[17]